# Archaboilus musicus
Archaboilus musicus byl druh pravěkého rovnokřídlého hmyzu, který žil v období druhohorní jury (asi před 165 miliony let). Tento dávný příbuzný dnešních kobylek a sarančat obýval území současné severovýchodní Číny v době dinosaurů.
Na základě skvěle zachované fosilie tohoto hmyzu byl britskými vědci zrekonstruován původní zvuk, který kdysi samečci archaboila vydávali. Má mít frekvenci 6,4 kHz a délku trvání 16 milisekund. Po 165 milionech let tak znovu zazněl zvuk tohoto dávného hmyzu, což představuje jakýsi nepsaný rekord.
Další výzkum publikovaný koncem roku 2022 tyto poznatky ještě více rozšířil a upřesnil.